# Antropometrija
Antropometrija (grč. ἄνθρωπος - anthropos = čovjek + μέτρον - metron = mjera), metoda mjerenja morfoloških osobina čovječjeg tijela i njegovih pojedinih segmenata.
U starih naroda vršena su određena antropometrijska mjerenja još prije Krista, a starogrčki i rimski kipari su na osnovu antropometrijskih podataka, određivali proporcije pravilno razvijenog čovjeka. Široko se koristi u medicini, a i u industriji, građevinarstvu i dr. (izrada odgovarajuće odjeće, obuće, opreme, sjedišta, ležaja, strojeva i dr.).

## Vrste i provođenje antropometrijskih mjerenja
Antropometrijska mjerenja mogu biti višekratna, jednokratna i miješana.
Prva se izvode u određenim vremenskim intervalima u duljem periodu na istim osobama. Dobiveni rezultati omogućuju praćenje brzine razvoja i rasta djece, utjecaj vojničkog života i rada na razvoj vojnika i sl. Jednokratna mjerenja izvode se u kratkom vremenskom periodu na raznim osobama različite starosti i spola, a u miješanim mjerenjima uključuju se nove osobe.
Sistematska antropometrijska mjerenja stanovništva, posebno mladeži, ukazuju na stupanj fizičke razvijenosti, razvoj skeleta i, eventualno, postojanje deformiteta i anomalija u držanju tijela. Analiza rezultata s procjenom ekoloških uvjeta omogućavaju sagledavanje osnovnih faktora razvoja, a istovremeno upozoravaju i na pravce preventivnog djelovanja.  
Antropometrijska mjerenja izvode se po utvrđenim specijalnim antropološkim instrumentima: vagom, metrom, centimetarskom vrpcom, raznim šestarima, priborom za mjerenje debljine kožnog nabora, foto-kamerom i dr. Za sistematska antropometrijska ispitivanja od posebnog su značaja za pravilan izbor zajednice, i odgovarajući broj ispitanika po starosti, spolu, teritorijalnoj ili nacionalnoj pripadnosti (zavisno od cilja ispitivanja). Orijentacijske točke pri uzimanju antropometrijskih mjera točno su definirane i, obično, to su istaknuta mjesta na kostima. Pri masovnom ispitivanju fizičke razvijenosti mjere se: visina, masa, obujam (grudi, trbuha, nadlaktice i potkoljenice), debljina nabora kože i promjeri biakromijalni, bideltoidni i bikristalni. Na osnovu dobivenih antropometrliskih podataka ocjenjuje se fizička razvijenost metodama standarda i indeksa.

## Metode antropometrijskih mjerenja
Za primjenu metoda standarda neophodne su tablice normi-standarda, koje se dobivaju statističkom obradom antropometrijskih podataka uzetih od većeg broja osoba oba spola i uzrasta. Standardi — norme moraju poticati od iste populacije kojoj pripada i ispitanik, a vrijednosti dobivene njegovim mjerenjem (visina i masa tijela, obujam grudi i dr.) uspoređuju se s danim vrijednostima u tablicama i utvrđuje se stupanj odstupanja.
Metoda indeksa sastoji se od izračunavanja međusobnih odnosa dva ili više antropometrijska podatka ispitanika, i usporedba dobivenog rezultata s normama.
Tako, npr., teorijska masa po Franzu Vandervaelu izračunava se po formuli: 50 + (visina u cm —150) x 0,7 za muškarce stare od 18 do 25 godina, odnosno 50 (visina u cm —150) x o,6 za žene iste starosti.
Dobivene vrijednosti uspoređuju se sa stvarnom masom i utvrđuje se odstupanje. Za orijentacionu procjenu uhranjenosti koristi se indeks Davenport-Kaup, za procjenu konstitucije indeks Pignet i dr. U novije vrijeme fizička sposobnost se ne procjenjuje se samo na osnovu antropometrijskih podataka o fizičkoj razvijenosti, već i u sklopu s funkcionalnim ispitivanjima kardiorespiratornog sistema i testovima tjelesne sposobnosti.

## Vojna antropometrija
Prva antropometrijska mjerenja novaka izvršena su 1741. u Norveškoj, a zatim u Finskoj, Švicarskoj i Rusiji. Tako se razvila vojna antropometrija, a utvrđene su i norme osnovnih antropometrijskih pokazatelja na osnovu kojih je ocjenjivala sposobnost za vojsku i vršena selekcija za pojedine rodove i specijalnosti. U suvremenim vojskama norme su proširene pri ocjeni sposobnosti za pojedine vidove, rodove, službe i specijalnosti. Sistematska antropometrijska mjerenja novaka daju sliku o fizičkoj razvijenosti naroda, njegovoj ishrani, zdravlju, uvjetima života, kulturi, navikama i dr. Na taj način utvrđen je i negativni utjecaj rata i poslijeratnog perioda na stanje uhranjenosti i brzinu razvoja mladeži.